# Goodenough (motorfiets)
Goodenough is een Canadees historisch merk van motorfietsen.
J.G. Goodenough was tijdens de Tweede Wereldoorlog directeur van de ontwikkelingsafdeling van het Canadese leger.
In 1946 ontwikkelde hij een tweetaktmotor van 249cc. Het was - zeer ongebruikelijk voor een tweetakt - een korteslag motor met een boring/slag verhouding van 73,03 x 59,48 mm. Het bovenste deel (cilinderkop en bovencarter), was uit één stuk lichtmetaal gegoten. De machine had - ook al ongebruikelijk bij een tweetakt - een magnesium carterpan die met tien bouten aan het bovencarter geschroefd was en daadwerkelijk smeerolie bevatte. De gaswisseling verliep niet via kleppen maar door een schuifmof die door een met de krukas verbonden kegeltandwiel gestuurd werd. Op die manier werd ook de oliepomp aangedreven. Waarschijnlijk werden de productiekosten voor de complete motorfietsen te hoog en het bleef bij alleen een motorblok.